# Behbahan
Behbahan (persan : بهبهان) est une ville de la province du Khuzestan en Iran. Sa population était estimée à 310 000 habitants en 2012. Au nord de la ville se trouvent les ruines de la ville antique d'Arrajan, construite à l'époque sassanide, dans cette zone ont aussi été retrouvés d'importants vestiges élamites.

## Économie
La raffinerie de gaz Bid Boland-2, à 15 km de Behbahan, a été implantée par Persian Gulf Petrochemical Industries Company (PGPIC), société de portefeuille iranienne fondée en 2010 par la National Petrochemical Company. Bid Boland a fourni plus de 7,4 milliards de mètres cubes de gaz au réseau national de gaz en 2016 (terminé le 20 mars 2015).